# Phaethornis ruber
Phaethornis ruber là một loài chim trong họ Trochilidae.